# Pterourus zagreus
Pterourus zagreus (denominada popularmente, em inglês, Great Tiger-mimic) é uma borboleta neotropical da família Papilionidae e subfamília Papilioninae, encontrada da Nicarágua, Costa Rica e Panamá, na América Central, até a Venezuela, Colômbia, Equador, Peru, Bolívia e região da bacia do rio Amazonas, no Brasil, América do Sul. Foi classificada por Edward Doubleday em 1847, com a denominação de Papilio zagreus, no texto Descriptions of new or imperfectly described Lepidopterous Insects, publicado no The Annals and Magazine of Natural History; Zoology, Botany, and Geology.

## Descrição
Esta espécie possui, vista por cima, asas com envergadura máxima de até 13 centímetros e de tom geral em laranja ou amarelo-pálido, com variáveis padrões de negro. Este padrão é comum a diversas espécies de Lepidoptera americanos dos trópicos, que compartilham um mecanismo mimético comum nestas cores, cuja função é aposemática. Pterourus zagreus é provavelmente um mimético de borboletas altamente tóxicas, como Lycorea halia. A maioria das borboletas tóxicas é impalatável para a predação, sendo imitadas por um número menor de espécies palatáveis.

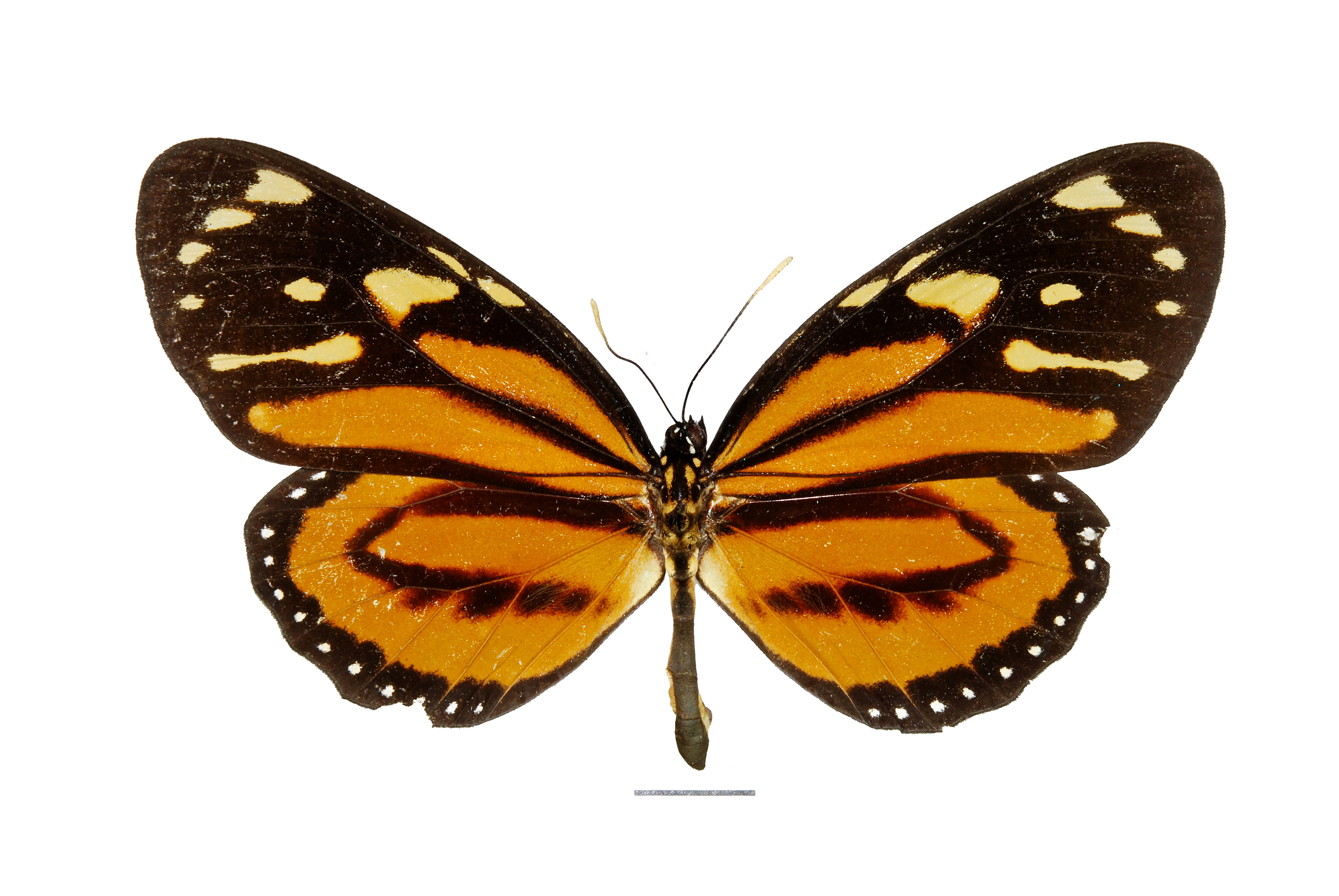
A borboleta Lycorea halia. Um modelo mimético para P. zagreus.
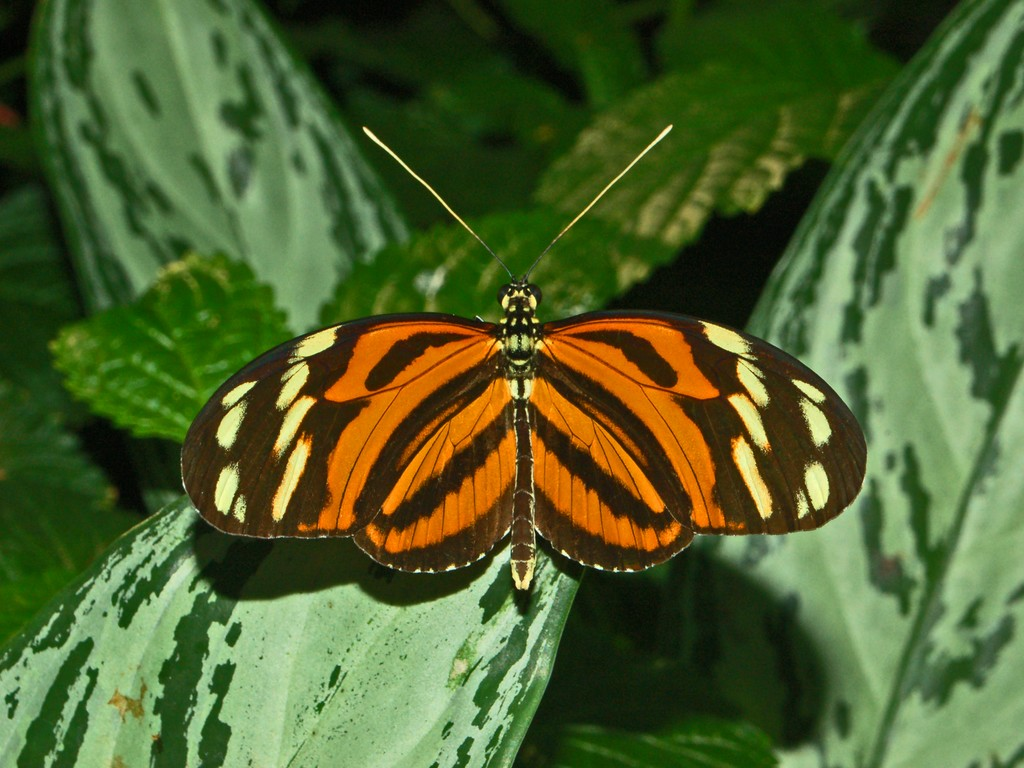
Heliconius ismenius telchinia, um Heliconiini que participa do mesmo grupo de mimetizados por P. zagreus, em associação de mimetismo mülleriano com Lycorea halia.

## Hábitos e habitat
Estas borboletas voam em floresta tropical e subtropical úmida, em altitudes entre 500 e 1.600 metros. Os machos geralmente são vistos solitários ou aos pares, flutuando nas bordas dos rios de montanha ou frequentemente em praias e faixas úmidas do solo, onde possam sugar substâncias minerais.

## Subespécies
P. zagreus possui onze subespécies:
- Pterourus zagreus zagreus - Descrita por Doubleday em 1847, de exemplar proveniente da Venezuela; ocorrendo também na Colômbia, Bolívia e Brasil (Amazonas; também encontrada no Acre e oeste de Rondônia).[5]
- Pterourus zagreus ascolius - Descrita por C. & R. Felder em 1865, de exemplar proveniente da Colômbia ou Equador.[9]
- Pterourus zagreus bachus - Descrita por C. & R. Felder em 1865, de exemplar proveniente da Colômbia.
- Pterourus zagreus zalates - Descrita por Godman & Salvin em 1890, de exemplar proveniente do Panamá; ocorrendo também na Nicarágua e Costa Rica.
- Pterourus zagreus rosenbergi - Descrita por Druce em 1903, de exemplar proveniente do Equador.
- Pterourus zagreus chrysomelus - Descrita por Rothschild & Jordan em 1906, de exemplar proveniente do Peru ou Bolívia; ocorrendo também no Equador.
- Pterourus zagreus daguanus - Descrita por Rothschild & Jordan em 1906, de exemplar proveniente da Colômbia.
- Pterourus zagreus batesi - Descrita por Racheli & Racheli em 1996, de exemplar proveniente do Peru.
- Pterourus zagreus chrysoxanthus - Descrita por Fruhstorfer em 1915, de exemplar proveniente do Peru; ocorrendo também na Bolívia.
- Pterourus zagreus nigroapicalis - Descrita por Bollino & Sala em 1998, de exemplar proveniente do sul do Brasil.[8]
- Pterourus zagreus baueri - Descrita por Möhn em 2001, de exemplar proveniente do Brasil (Amazonas).

## Estado de conservação
Esta borboleta consta na lista de espécies da fauna brasileira ameaçadas de extinção, formulada pelo IBGE.